# The European Review of Books
 (mars 2024).
The European Review of Books est un magazine littéraire présentant des essais, de la fiction et de la poésie. Le magazine est publié sous forme imprimée et en ligne et contient des articles rédigés en anglais et dans la langue de l'écrivain,,,.

## Histoire
En mai 2021, les fondateurs ont lancé une campagne de crowdfunding,,pour récolter les premières ressources qui donneraient vie au magazine,,.
Le premier numéro est sorti en juin 2022.